# Jaumea linearifolia
Jaumea linearifolia là một loài thực vật có hoa trong họ Cúc. Loài này được (Juss.) DC. mô tả khoa học đầu tiên năm 1836.